# Arbutus andrachne
Arbutus andrachne és un arbust o un petit arbre dins la família de les ericàcies (Ericaceae). És natiu de l'est de la regió mediterrània i parts de l'Orient Mitjà (Grècia, Albània, Bulgària, Turquia, Caucas del Sud, Líban, Síria, Iraq, Jordània).

## Descripció

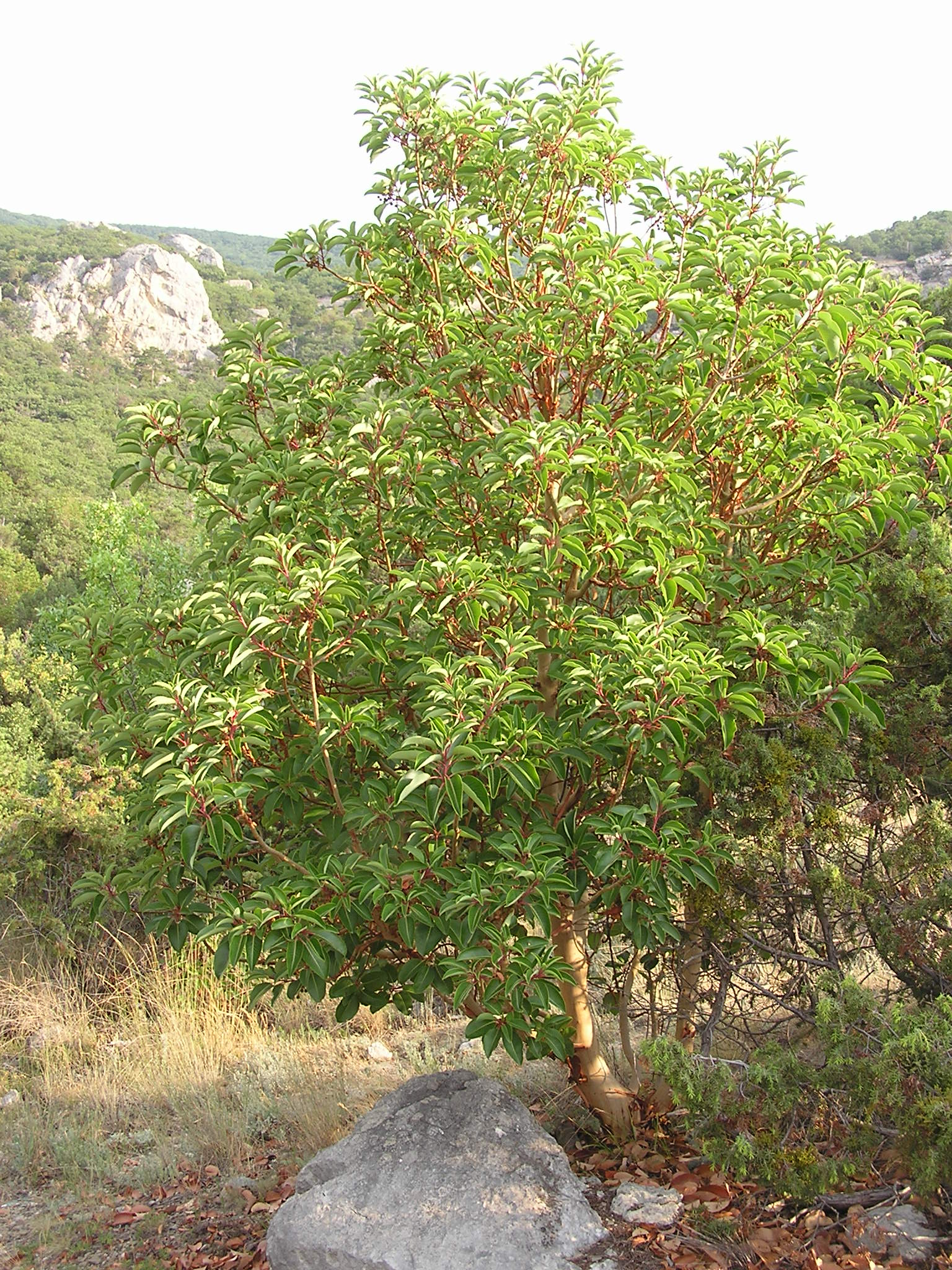
Vista de la planta

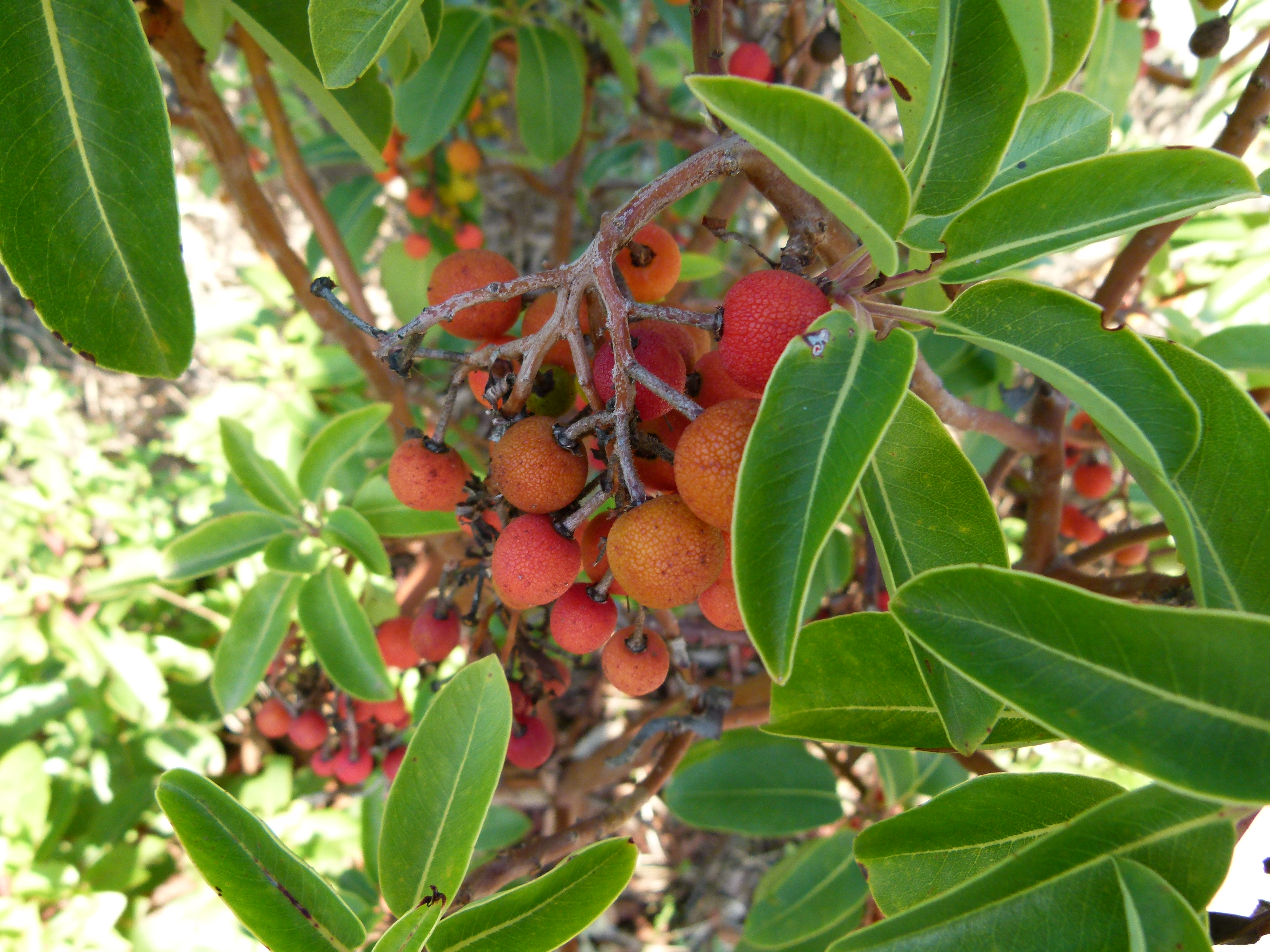
Fruits madurs in situ

És un arbre perennifoli que arriba a una grandària de fins als 12 m d'alçada. El tronc de l'escorça és vermellosa que es divideix en làmines. Les fulles són oblongues amb marges sencers o serrats, de textura coriàcia, entre 5 i 10 cm de longitud, amb un color verd fosc al feix i una mica més clar pel revers. Les flors es produeixen en panícules erectes de color blanc, hermafrodites i perfumades. Són fecundades per les abelles. El fruit és de color vermellós i ataronjat en forma de petit globus d'1 a 1,5 cm de diàmetre, amb superfície granulada. És comestible, de sabor dolç. Com en l'arboç comú, els fruits (baies) són comestibles i maduren a la tardor.

## Ús en jardineria
Arbutus andrachne, segons el botànic Peter Collinson, ja estava implantat en jardins d'Anglaterra l'any 1765.
S'adapta a ple sol i a mitja ombra. No tolera els sòls massa calcaris ni els salins. És una espècie pròpia de llocs assolellats, i aguanta bé el fred no gaire sever (fins a -15 °C). Els exemplars adults suporten bé les sequeres. Té un creixement lent i tolera molt malament els trasplantaments.

## Altres usos
Ús comestible per a elaborar melmelades i confitures, begudes alcohòliques per fermentació i productes en almívar envasat. No té usos medicinals, encara que s'ha utilitzat en homeopatia per al tractament d'èczemes, lumbago i trastorns vesiculars.

## Taxonomia
Arbutus andrachne va ser descrita per Carl von Linné i publicat a Systema Naturae, Editio Decima 2: 1024, a l'any 1759.
Etimologia
Arbutus: nom genèric llatí amb què es coneixia a l'arboç variant europea i mediterrània d'aquesta espècie.
andrachne: epítet del nom antic en llatí amb què es coneixia l'arbre (Plini el Vell, 13, 120).
Sinonímia
Els següents noms són sinònim d'Arbutus andrachne:
- Arbutus andrachne f. angutiserrata H.Lindb. in Acta Soc. Sci. Fenn., Ser. B, Opera Biol. 2(7): 25 (1946)
- Arbutus idaea Gand. in Fl. Cret.: 70 (1916)
- Arbutus integrifolia Lam. in Encycl. 1: 227 (1783)
- Arbutus lucida Steud. in Nomencl. Bot., ed. 2, 1: 119 (1840)
- Arbutus sieberi Klotzsch in Linnaea 24: 71 (1851)
- Andrachne frutescens Ehret in Philos. Trans. 57: 114 (1768)